# NGC 7765
NGC 7765 је спирална галаксија у сазвежђу Пегаз која се налази на NGC листи објеката дубоког неба.
Деклинација објекта је + 27° 9' 57" а ректасцензија 23h 50m 52,4s. Привидна величина (магнитуда) објекта NGC 7765 износи 14,7 а фотографска магнитуда 15,5. NGC 7765 је још познат и под ознакама MCG 4-56-15, CGCG 477-15, PGC 72596.